# جبل العليم
جبل العليم، هو أحد جبال المملكة العربية السعودية، يقع ضمن نطاق محمية الإمام تركي بن عبد الله الملكية ويصل ارتفاعه الى نحو 60م عن سطح البحر، يلقب ب«شيخ النفوذ الكبير»، وكان يعد معلما ومرشدا للتائهين في صحراء النفوذ.

## موقعه
يقع في صحراء النفوذ ضمن محمية الإمام تركي بن عبد الله الملكية، ويتكون من حجر رملي حديدي وجلاميد صخرية بفعل التعرية، وهو يفصل بين شجر الأرطى والغضا، حيث يقع شماله شجر الغضا وجنوبه شجر الأرطى.